# 에티오피아 외교부
에티오피아 외교부(የውጭ ጉዳይ ሚኒስቴር)는 에티오피아의 대외 관계를 담당하는 중앙 부처이다.

## 역사
1907년 에티오피아 제국의 메넬리크 2세가 에티오피아의 근대화를 추진하면서 설치하였다. 이후 1975년 멩기스투 하일레 마리암이 에티오피아 인민민주공화국을 세우면서 잠시 없어졌다가, 1995년 8월 23일에 다시 설치되었다. 에티오피아의 외교부 장관은 에티오피아의 총리의 지휘를 받는다.

## 같이 보기
- 에티오피아의 대외관계
- 에티오피아의 재외공관 목록